# 圣让勒普里什
圣让勒普里什（法語：Saint-Jean-le-Priche，法語發音：[sɛ̃ ʒɑ̃ lə pʁiʃ]）是法国索恩-卢瓦尔省的一个旧市镇。1972年，圣让勒普里什与市镇塞讷塞莱马孔并入市镇马孔。

## 地理
圣让勒普里什（46°21'53.4"N, 4°51'3.5"E）面积，位于法国勃艮第-弗朗什-孔泰大區索恩-卢瓦尔省，该省份为法国中部省份，北起顺时针与科多尔省、汝拉省、安省、罗讷省、卢瓦尔省、阿列省和涅夫勒省接壤。
与圣让勒普里什接壤的市镇（或旧市镇、城区）包括：圣马丹贝勒罗什、韦西讷、塞讷塞莱马孔。
圣让勒普里什的时区为UTC+01:00、UTC+02:00（夏令时）。

## 行政
圣让勒普里什的邮政编码为，INSEE市镇编码为71432。

## 人口
圣让勒普里什于2018年1月1日时的人口数量为416人。